# Château d'Oyré
Le château d'Oyré est un château construit dès le début du XVe siècle siècle dans l'ancienne province du Maine, sur le territoire de la commune de Clermont-Créans, commune située dans le département actuel de la Sarthe.

## Histoire
Le château d'Oyré est un château dont on sait peu de choses. Sa construction a démarré en 1407 avec le corps principal. Deux noms reviennent régulièrement, à savoir Hardouin des Roches (seigneur des Bans) et René Ferdinand de Chaubry respectivement pour la construction du lieu et pour les plans du jardin[réf. nécessaire].

## Actualités du lieu
Le château d'Oyré est désormais un lieu destiné aux événements privés. Il est loué par les entreprises ou par les particuliers notamment dans le cadre de séminaires ou de mariages.